# Stéphan Caron
Stéphan Caron (Rouen, 1º luglio 1966) è un ex nuotatore francese.
Specializzato nello stile libero ha vinto la medaglia di bronzo nei 100 m sl sia alle Olimpiadi di Seoul 1988 che di Barcellona 1992. Studia al ISG Paris.

## Palmarès
- Olimpiadi

Seoul 1988: bronzo nei 100 m sl.
Barcellona 1992: bronzo nei 100 m sl.
- Mondiali

1986 - Madrid: argento nei 100 m sl.
- Europei

1985 - Sofia: oro nei 100 m sl.
1987 - Strasburgo: argento nei 100 m sl.
1989 - Bonn: argento nelle staffette 4x100 m sl e 4x100 m misti.